# Slottsstallarna
Slottsstallarna, oftast förkortat till Stallarna eller Stallet, är en av Växjös två studentpubar belägen jämte Teleborgs slott på Linnéuniversitetets campus i Växjö. 
Slottsstallarna byggdes på 1840-talet av dåvarande godsherren Aspelin, samme man som uppförde nuvarande Kulturbryggeriet (då en brännvinsfabrik). På en karta från 1850 finns byggnaden utmärkt. När greve Fredrik Bonde i slutet av 1800-talet tog över ägorna, och beslutade att bygga ett slott åt sin hustru, renoverade man Slottsstallarna för att använda som boskapsstallar.
Studentpuben Slottsstallarna öppnade 1994 och drevs av aktiebolaget Studentföretag i Växjö AB. Ägare var först Studentkåren i Växjö, och efter sammanslagningen till Linnéuniversitetet blev ägarna den nya studentkåren Linnéstudenterna, numera kallat Linnékåren. Från och med sommaren 2014 drivs dock Slottsstallarna som en ideell förening där olika studentföreningar samarbetar med att sköta verksamheten. 
Stallarna består av två våningar med tre barer och ett dansgolv. Puben anordnar events som karaoke, musicquiz, liveband med mera. Diverse olika artister har haft spelning på studentpuben, exempelvis LBSB och Björn Rosenström. 
Stallarna hyr även ut sina lokaler till föreningarna på campus så att de genomföra events såsom sittningar. 